# Преподобни мученик Дамаскин
Преподобни мученик Дамаскин је хришћански мученик и светитељ, пострадао у султана Мехмеда IV и цариградског патријарха Јакова. 
Рођен је као Дијамандис, у Галати Цариградској, у парохији Богородице Елеусе. Родитељи Киријак и Киријакија били су хришћани. Као дечак је остао сироче. Изучио је кројачки занат, и као мла живео је неморално. Ухваћен од турских власти у неком злочину он, да би избегао казну, одрекао се хришћанске вере. 
У зрелим годинама се због тог греха покајао и повукао се на Свету Гору. Тамо је у лавру Светог Атанасија; 12 година оплакивао грех одрицања од Христа, изнуравајући себе разноврсним подвизима: молитвом, постом, бдењем, уздржањем и осталим добровољним злопаћењима, безусловном послушмошћу. Тамо је обио схиму са именом Дамаскин. 
У лаври је упознао цариградског патријарха Дионисија, од кога је добио благослов за подвиг мученишгва. Након тога је отишао у Цариград, у цркву Свете Софије, која је већ била претворена у џамију, и тамо се почео молити крстећи се. Присутни муслимани у џамији нису обратили пажњу на њега. Видећи да се нико од Турака не узнемирава, Након тога је изашао из храма и почео  да проповеда хришћанство муслиманима иако је то било најстроже забрањено. наредног дана је отишао у дворац везира и тамо гласно проповедао Јеванђеље тамошњим службеницима: Тамо су га немилосрдно тукли и пустили. Трећег дана проповеао је у џамији Сејизаки, близу јаничарске касарне. Пошто ни они нису реаговали, нареног дана отишао је у џамију у Топхани, у којој се као млад одрекао Христа. Џамија је била пуна. Ставши усред њих, повикао је:„ Бедници! чега ради се скупљате? у кога се надате? тешко вама, несрећници, вас очекује вечна мука! Једино Христос је истинити Бог!”.  Присутни муслимани су га претукли без милости, а након тога га повели кадији Галате. Он га је упутио везиру, пославши везиру писмени извештај о његовим увредама нанесеним Мухамеду и његовом учењу. Велики везир, видевши да је мученик тврд у својој вери и да га ни на који начин не може придобити, осуио га је на смрт одсецањем главе. 
Свете мошти мученика Дамаскина, по наређењу Турака, лежале су читава три дана пред цариградском патријаршијом, где је погубљен. Цариградски хришћани су откупили мошти светитеља и одвезли их на острво Халки, где се чувају у манстиру Пресвете Богородице.